# Corniferacia
Corniferacia is een geslacht van kreeftachtigen uit de klasse van de Ostracoda (mosselkreeftjes).

## Soorten
- Corniferacia cornifera Schornikov & Mikhailova, 1990
- Corniferacia cornuta Schornikov & Mikhailova, 1990